# Anneliese Uhlig
Anneliese Uhlig (Essen, 1918. augusztus 27. – Santa Cruz, Kalifornia, USA, 2017. június 17.) német színésznő, újságíró.

## Filmjei
- Manege (1937)
- Stimme des Blutes (1938)
- Die Stimme aus dem Äther (1939)
- Der Vorhang fällt (1939)
- A szerelem jogán (Das Recht auf Liebe) (1939)
- Verdacht auf Ursula (19397)
- Kriminalkommissar Eyck (1940)
- Golowin geht durch die Stadt (1940)
- Asszony a neved (Herz ohne Heimat) (1940)
- Blutsbrüderschaft (1941)
- Don Cesare di Bazan (1942)
- Mater dolorosa (1943)
- A király futárja (Tempesta sul golfo) (1943)
- Der Majoratsherr (1943)
- La primadonna (1943)
- Um neun kommt Harald (1944)
- La fornarina (1944)
- Solistin Anna Alt (1945)
- Das Mädchen Juanita (1945)
- Ruf an das Gewissen (1949)
- Solange Du da bist (1953)
- Die Hochzeit des Figaro (1956, tv-film)
- Dany, bitte schreiben Sie (1956)
- Bestseller (1956, tv-film)
- Von zwölf bis zwölf (1956, tv-film)
- Das Klavier (1972, tv-film)
- A felügyelő (Der Kommissar) (1973, tv-sorozat, egy epizódban)
- Okay S.I.R. (1973–1974, tv-sorozat, 32 epizódban)
- Der Monddiamant (1974, tv-film)
- Der Winter, der ein Sommer war (1976, tv-film)
- Guten Abend, Mrs. Sunshine (1980, tv-film)
- Es gibt noch Haselnuß-Sträucher (1983, tv-film)
- A keresztpapa (Der Patenonkel) (1992, tv-sorozat, hat epizódban)
- Álom és szerelem (Rosamunde Pilcher) (1995, tv-sorozat, egy epizódban)
- Immenhof (1994–1995, tv-sorozat, 20 epizódban)
- Különös kastély (Coming Home) (1998, tv-sorozat, egy epizódban)